# 保健医療福祉労働組合協議会
保健医療福祉労働組合協議会（ほけんいりょうふくしろうどうくみあいきょうぎかい、略称：ヘルスケア労協（ヘルスケアろうきょう）、英語: Japanese Healh Care Workers' Union、略称：JHU）は、日本の労働組合である。日本労働組合総連合会（連合）、国際公務労連（PSI）に加盟している。

## 概要
かつて自治労、全逓、日赤労組等の連合加盟組織によって構成していた全国医療等関連労働組合連絡協議会（全国医療）が存在した。
しかし、その構成組織の内、日赤労組、全済労（全済生会労働組合）、協病労組（北海道社会事業協会病院労働組合）は産別組織に加入していなかった。そこで、この3単組は、2002年11月16日に連合加盟の医療産別であるヘルスケア労協を結成するに至った。連合には11月19日に加盟承認された。
なお、全国医療は自治労に衛生医療評議会が設置されたことを受け、2007年に解散している。その後、2単組3地方組織が加入したが、2017年に小千谷総合病院が新潟県厚生連に事業譲渡されたことに伴い、小千谷総合病院従組が自治労加盟の新潟県厚生連労組に合流し解散した。なお、2024年現在は4単組2地方組織が加盟している。

## 加盟組織
- 日本赤十字労働組合（日赤労組）
- 全済生会労働組合（全済労）
- 北海道社会事業協会病院労働組合（協病労組）
- きらり健康生協労働組合（きらり健康生協労組）

### 地方組織
- 茨城県保健医療福祉労働組合協議会
- 神奈川県保健医療福祉労働組合協議会